# Politologický klub FSV UK
Politologický klub Fakulty sociálních věd Univerzity Karlovy (zkratka PK FSV UK) je studentský klub a samospráva působící na Institutu politologických studií Fakulty sociálních věd UK. Klub vznikl v roce 2009 z iniciativy studentů s cílem usnadnit komunikaci studentů s vyučujícími a vedením institutu a fakulty. Členové klubu mimo jiné pravidelně pořádají seznamovací kurz pro studenty bakalářských oborů politologie, organizují Politologický ples a další společenské akce pro studenty, vyučující a absolventy.  Politologický klub sídlí v areálu Univerzity Karlovy v Jinonicích. 

## Činnost
Politologický klub pořádá pro studenty i širokou veřejnost semináře a debaty za účasti českých i zahraničních hostů z oblasti politiky, akademické sféry, médií či nevládního sektoru. V souvislosti s volbami v České republice pořádá debaty kandidátů, zatímco v debatách s akademiky reaguje na relevantní témata nebo pro veřejnost zajímavé události. Pro tento účel klub také provozuje PodKast
V roce 2016 klub uspořádal Politologický klub debatu na téma nových výzev Evropské unie za účasti europoslance Jiřího Pospíšila, státního tajemníka pro evropské záležitosti Tomáše Prouzy, filozofa Václava Bělohradského a dalších hostů. V roce 2017 pořádal klub předvolební debatu nejvyšších českých politických představitelů, v prostorách modré posluchárny v Karolinu se studenty debatoval Andrej Babiš, Miroslav Kalousek, Tomio Okamura a další politické špičky. Součástí události byla i diskuse bývalých českých premiérů Petra Pitharta, Vladimíra Špidly a Jiřího Paroubka. V říjnu téhož roku zorganizoval klub na půdě Právnické fakulty debatu na téma zahraniční politiky ČR s tehdejším ministrem zahraničí Lubomírem Zaorálkem a jeho předchůdci Alexandrem Vondrou a Karlem Schwarzenbergem. V březnu 2018 se debaty se studenty zúčastnil předseda americké Sněmovny reprezentantů Paul Ryan.
Mezi další hosty debat Politologického klubu se řadí američtí velvyslanci Norman Eisen, Andrew Shapiro a Stephen B. King, čeští velvyslanci Petr Kolář a Pavel Fischer, diplomatka a politička Magda Vašáryová, bývalý poradce izraelských premiérů Daniel Schueftan, senátor a bývalý rektor Václav Hampl, novinář Petr Honzejk a Lenka Klicperová, sociolog Daniel Prokop nebo moderátor Václav Moravec. S kandidáty na prezidenta ČR natočil klub sérii rozhovorů.
Politologický klub je spolu s dalšími studentskými spolky součástí vzdělávacího projektu Stužák, kde má na starosti výuku mezinárodních vztahů v rámci workshopu Mezinárodní krize 2020. Anglickou verzi workshopu klub prezentoval i na půdě Evropského parlamentu ve Štrasburku. Dále se členové klubu podílí na vzdělávacím YouTube projektu Politika Z, jenž se snaží vysvětlovat základy politiky mladým lidem.
Politologický klub se dále pravidelně účastní pražského Studentského majálesu, přičemž v roce 2016, 2017, 2018, 2022 a 2023 byl člen klubu zvolen králem/královnou majálesu.

## Organizační struktura

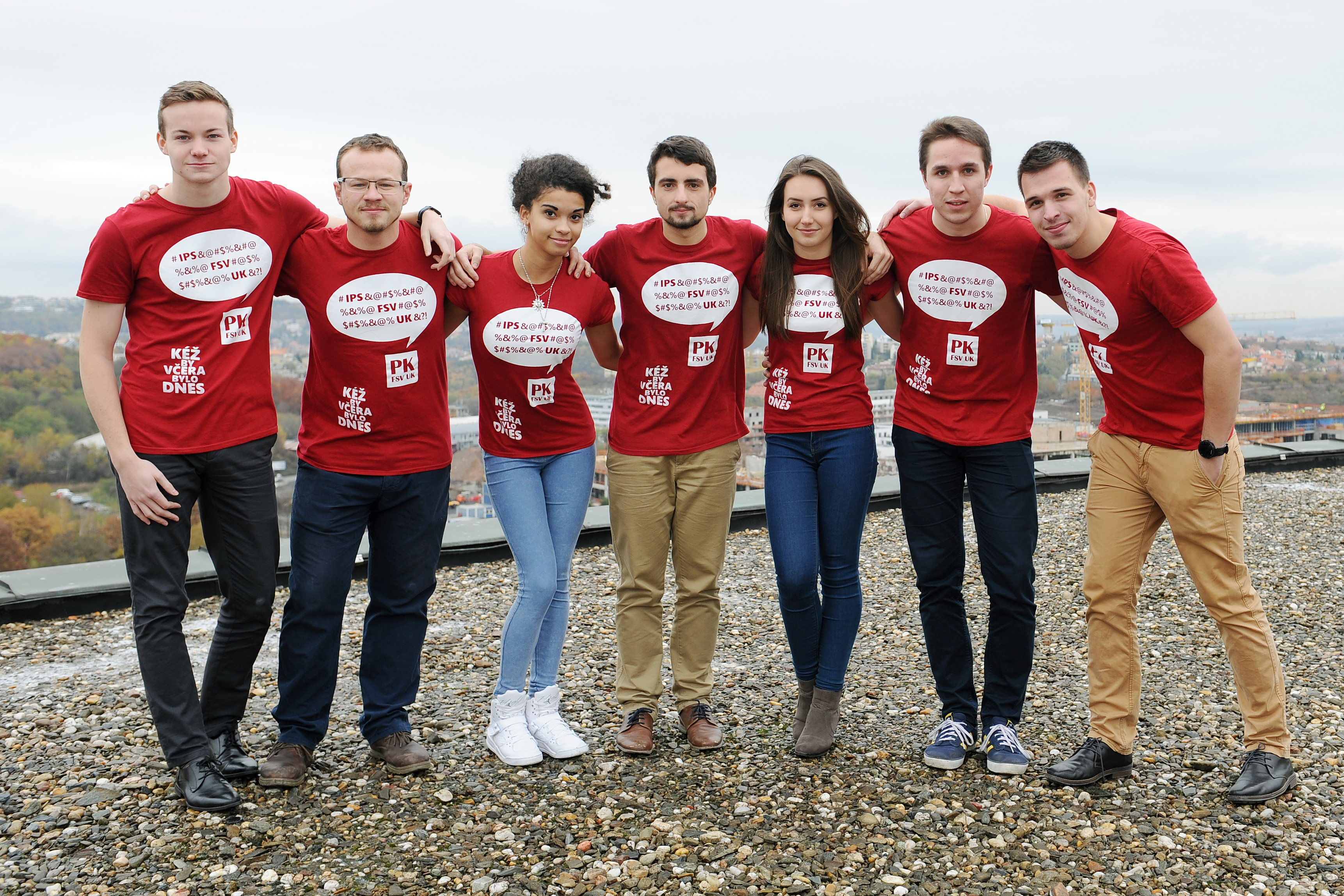
Členové vedení Politologického klubu pro akademický rok 2016/2017

Osmičlenné vedení Politologického klubu je členy voleno na jeden akademický rok. Aktivní volební právo má každý člen PK, a to buď online, nebo na volební schůzi, pravidelně pořádané před letními prázdninami. Kandidáti jsou voleni pomocí Bordovy hlasovací metody (v případě, že na funkci kandiduje 3 a více osob), systému FPTP (jsou-li kandidáti jenom 2), či aklamací (je-li kandidát jen jeden). 
Nejvyšším představitelem PK je předseda, který je zodpovědný za reprezentaci a komunikaci s vedením institutu, fakulty a univerzity. Jeho zástupcem je místopředseda pro mezispolkovou spolupráci, následovaný dvojicí místopředsedů pro studijní záležitosti bakalářských studijních oborů Politologie a mezinárodní vztahy (PMV) a Politologie a veřejná politika (PVP).
Klub je dále organizačně rozdělen na čtyři sekce, z nichž každou koordinuje odpovědný vedoucí. Jedná se o akademickou sekci, která organizuje debaty a semináře, společenskou sekci, která má na starosti pořádání společenských událostí (jako například ples), PR sekci zajišťující veřejnou i interní propagaci, a sekci pro výlety, exkurze a sport.
Osmičlenné volené vedení je doplněno pokladníkem, kterého do funkce nominuje předseda. Kompletní vedení se kolektivně nazývá PK9. 

## Seznam předsedů Politologického klubu
- 2009-2011 Erik Hrušč
- 2011 Bohumil Doboš
- 2011-2012 Lenka Hlaváčová
- 2012-2013 Anna Řeháková
- 2013-2014 Barbara Majovská
- 2014-2015 Vladimír Hurych
- 2015-2016 Jan Šotola
- 2016-2017 Vladimír Hurych[15]
- 2017-2018 Milan Fiala
- 2018-2019 Renáta Matoušková
- 2019-2020 Tomáš Boukal
- 2020-2022 Marek Boňko
- 2022-2023 Magdalena Hynčíková
- 2023-2024 Eliška Prostřední
- 2024-2025 Pavel Hájek
- od 2025 Ondrej Huth [14]